# Arminda lancerottensis
Arminda lancerottensis is een rechtvleugelig insect uit de familie veldsprinkhanen (Acrididae). De wetenschappelijke naam van deze soort is voor het eerst geldig gepubliceerd in 1972 door Holzapfel.
1. ↑  (en) Arminda lancerottensis op de IUCN Red List of Threatened Species.